# Calle Nathanson
Calle Carl Magnus Nathanson, född 2 juli 1970 i Sigtuna församling, är studieombudsman och koncernchef för ABF Stockholm och tidigare VD för Folkets hus och parker samt debattör och författare inom det kulturpolitiska fältet. 
Nathanson har haft ett flertal styrelseuppdrag inom kultursektorn, bland annat som ordförande för TriArt Film, Tensta konsthall och Svensk biblioteksförening samt som vice ordförande för jazzklubben Fasching. Han har också varit kulturdirektör för Region Uppsala och som kulturexpert på Sveriges kommuner och landsting, SKR. Han är också ordförande i Ideell kulturallians.
2021 utsågs Nathanson till regeringens särskilda utredare för att se över reglerna för sjukpenninggrundande inkomst.
2023 tillträde Calle Nathanson som ny studieombudsman och koncernchef för ABF Stockholm, en organisation som bedriver folkbildning i stor skala.